# Александровка (Старобешевский район)
Алекса́ндровка (укр. Олекса́ндрівка) — село на Украине, находится в Старобешевском районе Донецкой области. Под контролем самопровозглашённой Донецкой Народной Республики.

## География
Расположено на реке под названием Кальмиус, на восточном побережье образованного ей Старобешевского водохранилища.

#### Соседние населённые пункты по странам света
СЗ: Новый Свет, Кирово, Калинина, Горбачёво-Михайловка (все выше по течению Кальмиуса)
С: —
СВ: Светлое, Вербовая Балка
В: Чумаки
ЮВ: Горбатенко
Ю: Вознесенка (ниже по течению Кальмиуса)
Ю, ЮЗ: Старобешево (ниже по течению Кальмиуса)
З: —

## Население
Население по переписи 2001 года составляло 678 человек.

## Общие сведения
Код КОАТУУ — 1424582408. Почтовый индекс — 87212. Телефонный код — 6253.

## Адрес местного совета
87232, Донецкая область, Старобешевский р-н, с. Александровка, ул. Мира, 30в